# Póros (Évros)
Póros (grec moderne : Πόρος) est une localité située dans le dème d'Alexandroúpoli, dans le district régional d'Évros, dans la periphérie de Macédoine-Orientale-et-Thrace, en Grèce.
La localité appartient à la communauté municipale de Phères. Selon le recensement de 2021, elle compte 175 habitants.